# Juan Vert

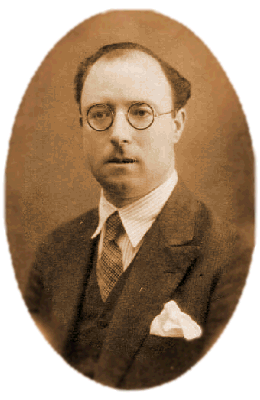
Juan Vert.

Juan Bautista Vert Carbonell (Carcagente, Valencia, 22 de abril de 1890 - Madrid, 16 de febrero de 1931) fue un compositor de zarzuelas español.

## Biografía
Hijo de Juan Bautista Vert y de Milagros Carbonell Esteve, fue introducido en la música por su padre, cuando todavía era un niño. A los pocos meses de vida, su familia se trasladó de Carcagente a Onteniente, ciudad donde creció, vivió y tenía como propia, comenzando sus estudios musicales con Enrique Casanova, director de la banda local y organista de la iglesia Arciprestal de la Asunción de Santa María, importante capellanía valenciana, tanto social como económica y culturalmente. Unos años más tarde, continuó los de piano, armonía y composición con Manuel Ferrando en el Colegio La Concepción, donde cursó al mismo tiempo bachillerato. 
A los catorce años ya dominaba el violín y el piano y fue concertino de la entonces nutrida y notable orquesta de Onteniente. A pesar de su carácter tímido y retraído, se convirtió en el atractivo musical de los casinos de la Sociedad de Festeros del Santísimo Cristo de la Agonía y el Círculo Industrial. Tras la muerte de Ferrando, en 1908, se matriculó en el Conservatorio de Valencia, donde el maestro Emilio Vega, con quien -con el tiempo- mantendría una estrecha amistad, acertó a enfocar la inclinación lírica de su alumno.
En 1911 se trasladó a Madrid y estudió en el Real Conservatorio Superior de Música, donde obtuvo el premio de honor en Armonía y Composición, aunque no se conserva en la biblioteca del centro ninguna obra suya. En 1916 contrajo matrimonio en la iglesia de San Andrés con María Dolores Collado Ortega.
La ciudad de Onteniente, su patria chica, realizó diversos homenajes a Juan Bautista Vert, destacando el que tuvo lugar el 3 de junio de 1928. La Compañía Valenciana del Teatro Ruzafa representó La leyenda del beso bajo la dirección de Ramón Sancho, en la que Vert accedió a dirigir números sueltos. El acto adquirió el carácter de acontecimiento regional y, según el propio compositor: “La prensa de Madrid y Valencia se ha ocupado con mucha extensión del homenaje y mis buenos amigos de aquí participan exaltadamente de mi emoción y agradecimiento” (carta de Juan B. Vert, 12-V-1928, dirigida a Manuel Mompó, entonces alcalde de Onteniente).
Madrid le rindió un homenaje en 1930 y el 16 de febrero de 1931, mientras escribía La maja serrana, murió repentinamente en su piso madrileño de la calle Trafalgar, 17, a los cuarenta años, siendo enterrado en el Cementerio de la Almudena. Reveriano Soutullo, conmovido ante la ausencia de su colaborador, renunció a ver terminada la que pudiera haber sido la obra postrera de ambos.

## Carrera
En 1917, estrenó su primera obra en el Teatro de la Zarzuela: "Las vírgenes paganas". Después compuso "El versalles madrileño", con libreto de García Álvarez y Muñoz Seca, que se estrenó en el Teatro Apolo de Madrid. Entre estas dos obras convencieron al compositor Reveriano Soutullo de trabajar con Vert en favor del género lírico, y así ambos decidieron unir sus inspiraciones. 
Su producción en común fue numerosa -31 zarzuelas- y constituye la última gran asociación de autores de la historia del género. La pareja ofreció su primer trabajo el 17 de mayo de 1919 en el Teatro Apolo de Madrid: la zarzuela "El capricho de una reina", con letra de Antonio Paso y Antonio Vidal.  Su primer gran éxito viene de la mano de La leyenda del beso en 1924. El 26 de octubre se estrenó en el teatro de La latina de Madrid La del soto del parral, y la obra tuvo tal éxito que el 15 de diciembre del mismo año se representará también en el Apolo durante una larga temporada. El 9 de marzo de 1928 cosechan un nuevo éxito con El último romántico.

## Catálogo de obras
| Año  | Obra                                                                                | Tipo de obra    | Libretista                                     |
| ---- | ----------------------------------------------------------------------------------- | --------------- | ---------------------------------------------- |
| 1917 | Las vírgenes paganas.                                                               | Zarzuela        | Enrique García Alvarez y Félix Garzo           |
| 1918 | El Versalles madrileño.                                                             | Zarzuela        | -                                              |
| 1919 | El capricho de una reina (en colaboración con Reveriano Soutullo).                  | Zarzuela        | Antonio Paso y Antonio Vidal y Moya            |
| 1919 | La Garduña (en colaboración con Soutullo).                                          | Zarzuela        | Antonio Paso y José Rosales Méndez             |
| 1919 | Justicias y ladrones (en colaboración con Soutullo) .                               | Opereta         | -                                              |
| 1920 | La Guillotina (en colaboración con Soutullo).                                       | Zarzuela        | Pastor                                         |
| 1920 | Guitarras y bandurrias (en colaboración con Soutullo).                              | Zarzuela        | Francisco García Pacheco y Antonio Paso        |
| 1921 | Los hombrecitos (en colaboración con Soutullo).                                     | Zarzuela        | Enrique Calonge                                |
| 1921 | La Paloma del barrio (en colaboración con Soutullo).                                | Zarzuela        | -                                              |
| 1921 | Las perversas (en colaboración con Soutullo).                                       | Zarzuela        | Alfonso Lapena Casañas y Alfonso Muñoz         |
| 1922 | La venus de Chamberí (en colaboración con Soutullo).                                | Zarzuela        | Fernando Luque                                 |
| 1923 | La conquista del mundo (en colaboración con Soutullo).                              | Zarzuela        | Fernando Luque                                 |
| 1923 | La piscina del Buda (en colaboración con Soutullo y Vicente Lleó).                  | Zarzuela        | Antonio Paso y Joaquín Dicenta                 |
| 1923 | El regalo de boda (en colaboración con Soutullo).                                   | Zarzuela        | Fernando Luque                                 |
| 1924 | La leyenda del beso (en colaboración con Soutullo).                                 | Zarzuela        | Enrique Reoyo, Antonio Paso y Silva Aramburu   |
| 1924 | La chica del sereno (en colaboración con Soutullo).                                 | Zarzuela        | -                                              |
| 1925 | La casita del guarda (en colaboración con Soutullo).                                | Zarzuela        | Enrique Calonge                                |
| 1925 | Primitivo y la Gregoria o el amor en la Prehistoria (en colaboración con Soutullo). | Zarzuela        | Fernando Luque y Enrique Calonge               |
| 1925 | Encarna, la misterio (en colaboración con Soutullo).                                | Zarzuela        | Enrique Calonge y Fernando Luque               |
| 1927 | La del Soto del Parral (en colaboración con Soutullo).                              | Zarzuela        | Anselmo C. Carreño y Luis Fernández de Sevilla |
| 1927 | El último romántico (en colaboración con Reveriano Soutullo).                       | Zarzuela        | José Tellaeche                                 |
| 1928 | Las Maravillosas (en colaboración con Soutullo) .                                   | Revista musical | Antonio Paso y Tomás Borrás                    |
| 1930 | Las Pantorrillas (en colaboración con Soutullo).                                    | Zarzuela        | Joaquin Mariño y Francisco García Loygorri     |
|      | El capricho de Margot (en colaboración con Soutullo).                               | Zarzuela        | -                                              |
|      | Las aventuras de Colón.                                                             | Zarzuela        | -                                              |